# Гоель III (герцог Бретані)
Гоель III (*Hoël III, д/н —1156) — герцог Бретані у 1148—1153 роках, граф Нанта у 1153—1156 роках.

## Життєпис

### Герцог
Походив з династії Корнуай. Син Конана III, герцога Бретані, та Матильди Нормандської. Стосовно дати народження нічого невідомо.
У 1148 року перед смертю Конан III скасував права Гоеля на герцогство, передавши їх своєму онуку Конану — від доньки Берти. Того ж року Конан III помер, а Гоель не змирився із заповітом батька. Він зумів захопити влади в Бретані, вигнавши небожа Конана, а сам став герцогом Гоелєм III.
Його влада не була міцною, оскільки проти нового бретонського володаря виступили католицькі прелати Бретані, а також впливовий чернець-цистерціанець Бернард Клервоський, який звинуватив Гоеля III в інтимному зв'язку з сестрою Бертою.
У 1149 році почалася боротьба, що тривала до 1154 року. Ще у 1153 році Гоель III підписувався як герцог Бретані. Зрештою Гоеля було повалено, проте йому надано графство Нант, а в Бретані запанували Берта та її чоловік Одо де Пороет.

### Граф Нанта
Як правитель Нанту виявив суворість, збільшивши податки. Ймовірно Гоель мав намір поновити боротьбу за владу над усією Бретанью. Втім у 1156 році вибухнуло повстання містян Нанту та феодалів графства проти влади Гоеля. Він деякий час протистояв, але зазнав поразки. В межі графства вдерся Жоффруа VI, граф Анжу, який захопив Нант. Гоель вимушений був тікати, сховався в абатстві Меллерай, втім невдовзі помер.